# Gravy Train
Ne doit pas être confondu avec Gravy Train!!!!.
Gravy Train est un groupe de rock progressif britannique, originaire de St. Helens, à Lancashire, en Angleterre. Il est formé en 1970 par le chanteur et guitariste Norman Barrett.

## Biographie
À ses débuts, le groupe réussit à attirer l'intérêt dans la scène rock progressif britannique grâce à ses performances, et sa manière d'enregistrer son premier opus, Gravy Train (1970) et sa suite Ballad of a Peaceful Man chez Vertigo Records. Gravy Train est formé à St. Helens à Lancashire, en Angleterre en 1969. Le membre John Hughes est un pianiste expérimenté. Adolescent, il jouait du saxophone, autodidacte, avec des groupes de Merseybeat dans les années 1960. Le chanteur et guitariste Norman Barratt est né à Newton-le-Willows, à mi-chemin entre Manchester et Liverpool, en 1949.
Gravy Train signe un contrat avec Vertigo Records, le label de house progressive dirigé par Philips Records (désormais Universal Music). Jonathan Peel produira les trois premiers albums studio de Gravy Train — Gravy Train, Ballad of a Peaceful Man et Second Birth.Le premier opus est précédé par un premier single, So You’re Free enregistré aux Olympic Studios, de Londres et également produit par Jonathan Peel. Le groupe sort un autre single accompagné de Alone in Georgia et Can Anybody Hear Me? chez Vertigo. Le deuxième album suit.
En 1973, Gravy Train quitte Vertigo et signe chez Dawn Records. Ils y publient l'album Second Birth. Puis sort Staircase to the Day, qui est enregistré aux Manor Studios, Kinnerton, d'Oxford. Le groupe devient un quintette avec l'arrivée du second guitariste George Lynon avant les sessions. Le batteur Russ Caldwell remplace Barry Davenport après son départ pour cause de maladie. Le single, Starbright Starlight/Good Time Girl est réédité en 1974.
Le groupe se sépare en 1975. George Lynon décède dans son sommeil en 2002.

## Discographie

### Albums studio
- 1970 : Gravy Train (Vertigo)
- 1971 : (A Ballad of) A Peaceful Man|(A Ballad of) A Peaceful Man (Vertigo)
- 1973 : Second Birth (Dawn/Bell Records)
- 1974 : Staircase to the Day (Dawn)

### Singles
- 1971 : Alone in Georgia / Can Anybody Hear Me? (Vertigo)
- 1973 : Strength of a Dream / Tolpuddle Episode (Dawn)
- 1973 : Starbright Starlight / Good Time Girl (Dawn)
- 1975 : Climb Aboard the Gravy Train / Sanctuary (Dawn)

### Compilations
- 2006 : Strength of a Dream: The Gravy Train Anthology (Castle Records)